# Формелло
Формелло (итал. Formello) — коммуна в Италии, располагается в регионе Лацио, подчиняется административному центру Рим.
Население составляет 10 871 человек (на 2004 г.), плотность населения составляет 298 чел./км². Занимает площадь 31 км². Почтовый индекс — 060. Телефонный код — 06.
Покровителем коммуны почитается святой Лаврентий, празднование 10 августа.